# Back for More
Back for More è il secondo album in studio della cantante belga Natalia, pubblicato il 30 agosto 2004 dall'etichetta discografica BMG.

## Descrizione
Ne sono stati estratti come singoli i brani Ridin', Fragile, Not Broken, Shelter e il doppio singolo Riding By/You Are.
Il disco è stato prodotto, come il precedente, da Steve Willeart e ha raggiunto la vetta della classifica del Belgio.

## Tracce
CD
1. Fragile, Not Broken – 2:53 (Ben Robbins, Simon May)
2. Risin' – 4:08 (Simon May, Janice Robinson, Sandy B, Portia Neeley-Rolle)
3. Every Single Day – 3:13 (Stefaan Fernande, Ingrid Mank)
4. Ridin' By – 4:04 (Evert Verhees, Vivica Turrentine)
5. Unspeakable – 3:17 (Simon Ellis, Michelle Lewis, Kara DioGuardi)
6. Some Things Are Meant to Be – 3:11 (Michael Garvin, Gordon Payne)
7. You're Gonna Get There – 3:21 (Klaas Berings, Hugo Kruijswijk)
8. We're Gonna Have a Party – 3:54 (Evert Verhees, Vivica Turrentine)
9. Get Back – 3:17 (Jan Leyers, Michael Garvin)
10. Alright OK, You Win – 2:38 (Sid Wyche, Mayme Watts)
11. Back for More – 3:34 (Pam Sheyne, Simon Ellis)
12. What Don't Kill You Makes You Stronger – 3:48 (Frank Musker, Richard Darbyshire, Shelley Bonet)
13. Shelter – 4:01 (Sandra St. Victor, Tom Hammer)
14. Feels so Good – 4:11 (Steve Willaert, Vivica Turrentine)
15. Risin' – 3:55 (Simon May, Janice Robinson, Sandy B, Portia Neeley-Rolle) – (Remix)

Durata totale: 53:25

## Classifiche
| Paese            | Posizione raggiunta |
| ---------------- | ------------------- |
| Belgio (Fiandre) | 1                   |